# Kitimat
Kitimat è una municipalità del Canada situata nella parte centrale della Columbia Britannica.